# Žerčice
Žerčice ist eine Gemeinde im Okres Mladá Boleslav in der Region Mittelböhmen in der Tschechischen Republik. Es hat etwa 400 Einwohner.

## Geographie
Žerčice liegt etwa 9 km südöstlich von Mladá Boleslav und 48 km nordöstlich von Prag. Es liegt an der Grenze zwischen dem Jičíner Bergland und der Jizeraplatte. Der höchste Punkt ist der Hügel Žlábky mit 316 m (1.037 ft) über dem Meeresspiegel. Durch die Gemeinde fließt der Fluss Vlkava.

## Geschichte
Die erste schriftliche Erwähnung von Žerčice stammt aus dem Jahr 1070 in der Chronica Boemorum. Den größten Aufschwung erlebte Žerčice während der Herrschaft von Hanuš Bryknár von Brukštejn im frühen 16. Jahrhundert. Das Dorf wurde 1511 zum Marktflecken erhoben. 1621 wurde Žerčice von der Familie Waldstein gekauft und dem Gut Dobrovice angeschlossen. Im Jahr 1639, während des Dreißigjährigen Krieges, wurde Žerčice von der schwedischen Armee niedergebrannt und verlor den Status als Marktgemeinde.